# FAR manager
FAR Manager – program typu menedżer plików rozprowadzany na licencji shareware i BSD, określany przez producenta (firmę RARLAB) jako File and archive manager. Jest drugim sztandarowym produktem tej firmy obok archiwizatora RAR.
FAR pracuje na platformie Microsoft Windows wyłącznie w trybie tekstowym, a jego interfejs przypomina swój pierwowzór – Norton Commandera – łącznie z klawiszami skrótów, dolną belką i górnym menu, jednak FAR posiada znacznie więcej funkcji od poprzednika i przewyższa go również wydajnością.
Zasadnicze cechy FAR Managera są typowe dla menedżerów plików – zarządzanie plikami i folderami na dyskach lokalnych i sieciowych oraz wydawanie poleceń odbywa się przede wszystkim z klawiatury, co dla zaawansowanego użytkownika jest znacznie szybsze od jakiegokolwiek interfejsu opartego na posługiwaniu się myszą.

## Wybrane cechy FAR Managera
- historia otwieranych folderów
- historia poleceń
- klient FTP
- konwersja wielkich i małych liter w nazwach plików i folderów
- obsługa długich nazw plików
- obsługa skompresowanych archiwów
- obsługa stron kodowych (w tym przełączanie pomiędzy CP852 i CP1250)
- możliwość obsługi myszką
- możliwość powielania „ekranów” w ramach jednego programu oraz wyświetlania ich listy
- możliwość pracy w wielu kopiach programu jednocześnie
- obsługa atrybutów plików i zmiany ich dat
- obsługa „wtyczek”
- obsługa skryptów pisanych w języku Lua
- podgląd i edycja zawartości plików o nieograniczonej wielkości, również w trybie hex
- różne tryby wyświetlania
- różne wersje językowe interfejsu
- uproszczone wstawianie kodów znaków z klawiatury
- uruchamianie aplikacji Windows
- usuwanie plików i folderów do kosza systemowego
- wiele skrótów klawiaturowych
- własne przypisywanie plików do programów
- zaawansowane wyszukiwanie
- zaznaczanie z uwzględnieniem znaków globalnych i inwersją zaznaczenia
- porównywanie katalogów z wybraną precyzją
- przypisywanie klawiszom 1-0 wybranych katalogów
- dwojaki sposób przeglądu i kontroli procesów
- rozbudowana konfiguracja programu (np. dodatkowe paski progress, wyświetlanie wolnego miejsca, włączanie zewnętrznej obsługi kopiowania, usuwania plików oraz wiele innych)
- od wersji 3.0 odrębne kompilacje 32- i 64-bitowa